# Zahedshahr
Zāhedshahr (farsi زاهدشهر) è una città dello shahrestān di Fasa, circoscrizione di Shibkoh, nella provincia di Fars. Aveva, nel 2006, una popolazione di 10.038 abitanti. 